# Anders Faager
Sven Per Anders Faager (ur. 3 kwietnia 1947 w Nässjö, zm. 20 czerwca 2019 w Lund) – szwedzki lekkoatleta, sprinter, halowy mistrz Europy z 1974.
Odpadł w eliminacjach biegu na 100 metrów na mistrzostwach Europy w 1969 w Atenach. Na kolejnych mistrzostwach Europy w 1971 w Helsinkach zajął 7. miejsce w sztafecie 4 × 400 metrów, a także odpadł w eliminacjach biegu na 400 metrów i sztafety 4 × 100 metrów.
Na igrzyskach olimpijskich w 1972 w Monachium Faager odpadł w ćwierćfinale biegu na 400 metrów, a szwedzka sztafeta 4 × 400 metrów w składzie: Erik Carlgren, Faager, Kenth Öhman i Ulf Rönner zajęła w finale 7. miejsce. Ustanowiła wówczas rekord Szwecji wynikiem 3:02,57, który jest aktualny do dziś (sierpień 2019). 
Faager zdobył złoty medal w sztafecie 4 × 2 okrążenia na halowych mistrzostwach Europy w 1974 w Göteborgu (sztafeta biegła w składzie: Michael Fredriksson, Gert Möller, Faager i Dimitrie Grama). 
Był mistrzem Szwecji w biegu na 100 metrów oraz w biegu na 200 metrów w 1969, 1970 i 1972, a także w sztafecie 4 × 400 metrów w 1975 i 1976.
Oprócz rekordu w sztafecie 4 × 400 metrów czterokrotnie poprawiał rekord Szwecji w biegu na 400 metrów do czasu 45,9 s, uzyskanego 6 czerwca 1973 w Helsinkach. Był to również jego rekord życiowy. 